# Котовское водохранилище
Котовское водохранилище (рум. Lacul de acumulare Cotovscoe), расположено на реке Ялпужель (бассейн Дуная) в непосредственной близости от северо-восточной окраины одноимённого села Котовское, АТО Гагаузия, Молдавия. Высота над уровнем моря — 42,2 м.

## Краткая характеристика
Котовское водохранилище было возведено в среднем течении реки Ялпужель. Его ложе ровное и до заполнения водой было сухим, береговая линия извилиста. Долина реки на этом участке активно используются для выращивания зерновых, технических культур, винограда. Водохранилище возводилось с целью защиты почвы от линейной эрозии, накопления воды для ирригации, а так же рыбоводства и рекреации.
В период дождей, большая часть которых носит ливневый характер, в водохранилище сносится глинистая взвесь, избыток которой приводит к преждевременному заилению. Водоём имеет благоприятные для разведения рыбы условия.

## Гидрологический режим и параметры
Водохранилище руслового типа, непроточное, с наполнением из реки Ялпужель. Регулирование стока — многолетнее.
Основное назначение при проектировании:
- защита почвы от линейной эрозии;
- рыбоводство;
- рекреация.

Исходные параметры:
- длина — 3,03 км[1];
- ширина: средняя — 310 м, максимальная — 420 м[1];
- глубина: средняя — 1,74 м, максимальная — 3,4 м[1];
- площадь водного зеркала при нормальном подпорном уровне — 1,94 км²[1];
- объём воды: полный статический — 1,64 млн м³, полезный — 1,64 млн м³[1];
- отметка нормального подпорного уровня — 46,3 м[1].

- по состоянию на 2000 год:
- глубина: средняя — 1,32 м[1];
- площадь водного зеркала при нормальном подпорном уровне — 0,80 км²[1];
- объём воды — 1,06 млн м³[1].

Гидротехнические сооружения:
- земляная плотина в виде латинской буквы «L», длина — 3410 м, ширина гребня — 3 м, максимальная высота — 7,6 м;
- аварийный эвакуатор с донным водовыпуском[1].

## Современное состояние
Водное питание водохранилища осуществляется с севера, рекой Ялпужель. На протяжении эксплуатации оно было сильно заилено, что объясняет расхождение показателей проектной и фактической глубины в разные годы. В настоящее время целостность тела плотины нарушена, в мокром откосе (в верхнем бьефе), имеются глубокие промоины. Ширина по гребню плотины в некоторых местах значительно сократилась от проектного уровня. Гидротехническое оборудование не работает из-за сильной коррозии. Контролируемый сброс воды из водохранилища осуществляется через установленную сливную трубу.
Водоём сдаётся в аренду и используется для разведения промысловых видов рыбы (белый амур, зеркальный карп, толстолобик, карась), а так же для отдыха жителей села и близлежащих населённых пунктов.

## Экология
В настоящее время наибольшее влияние на химический состав воды водохранилища оказывает река Ялпужель, в воды которой в верхнем и среднем течении попадают неочищенные стоки хозяйственных объектов, находящихся вдоль реки. Сильное заиление, отсутствие в водохранилище течения, а так же эвтрофикация способствует периодическим заморам рыбы в результате кислородного голодания, вызванного недостатком или полным отсутствием растворённого в воде кислорода.